# Leon Rotman
Leon Rotman (Bucarest, 22 de julio de 1934) es un deportista rumano que compitió en piragüismo en la modalidad de aguas tranquilas.
Participó en dos Juegos Olímpicos de Verano, en los años 1956 y 1960, obteniendo en total tres medallas: dos oros en Melbourne 1956, en las pruebas de C1 1000 y C1 10 000 m, y un bronce en Roma 1960, en la prueba de C1 1000 m.

## Palmarés internacional
| Juegos Olímpicos | Juegos Olímpicos      | Juegos Olímpicos  | Juegos Olímpicos |
| Año              | Lugar                 | Medalla           | Competición      |
| ---------------- | --------------------- | ----------------- | ---------------- |
| 1956             | Melbourne (Australia) | Medalla de oro    | C1 1000 m        |
| 1956             | Melbourne (Australia) | Medalla de oro    | C1 10 000 m      |
| 1960             | Roma (Italia)         | Medalla de bronce | C1 1000 m        |